# Ченега (Аляска)
Ченега (англ. Chenega) — переписна місцевість (CDP) в США, в окрузі Вальдес-Кордова штату Аляска. Населення — 59 осіб (2020).

## Географія
Ченега розташована за координатами 60°5′31″ пн. ш. 147°59′41″ зх. д. / 60.09194° пн. ш. 147.99472° зх. д. (60.091904, -147.994692).  За даними Бюро перепису населення США в 2010 році переписна місцевість мала площу 76,57 км², з яких 75,85 км² — суходіл та 0,72 км² — водойми.

## Демографія
Згідно з переписом 2010 року, у переписній місцевості мешкало 76 осіб у 31 домогосподарстві у складі 19 родин. Густота населення становила 1 особа/км².  Було 51 помешкання (1/км²).
Расовий склад населення:
| - 52,6 % — корінних американців - 39,5 % — білих |

До двох чи більше рас належало 7,9 %. Частка іспаномовних становила 2,6 % від усіх жителів.
За віковим діапазоном населення розподілялося таким чином: 32,9 % — особи молодші 18 років, 55,3 % — особи у віці 18—64 років, 11,8 % — особи у віці 65 років та старші. Медіана віку мешканця становила 35,0 року. На 100 осіб жіночої статі у переписній місцевості припадало 105,4 чоловіків;  на 100 жінок у віці від 18 років та старших — 121,7 чоловіків також старших 18 років.
За межею бідності перебувало 34,8 % осіб, у тому числі 33,3 % дітей у віці до 18 років та 40,0 % осіб у віці 65 років та старших.
Цивільне працевлаштоване населення становило 15 осіб. Основні галузі зайнятості: освіта, охорона здоров'я та соціальна допомога — 46,7 %, сільське господарство, лісництво, риболовля — 26,7 %, транспорт — 20,0 %.